# Pycnopogon denudatus
Pycnopogon denudatus là một loài ruồi trong họ Asilidae. Pycnopogon denudatus được Séguy miêu tả năm 1949. Loài này phân bố ở vùng Cổ Bắc giới.